# KPMG
KPMG es una red global de firmas de servicios profesionales que ofrece servicios de auditoría, de asesoramiento legal y fiscal, y de asesoramiento financiero y de negocio en 156 países. Es una de las cuatro firmas más importantes del mundo de servicios profesionales, las Big4, junto a PwC, Deloitte y Ernst & Young.

## Historia
El nombre de la empresa es el acrónimo formado a partir de las iniciales de los fundadores que dieron lugar a KPMG:
- Piet Klynveld, que fundó un pequeño bufete de contabilidad en 1917 en Ámsterdam que acabó convirtiéndose en KKC, Klynveld Kraayenhof & Company.
- Sir William Barclay Peat, escocés y graduado en derecho en Montrose Academy. Ascendió a socio a los 24 años y en 1891 asumió la dirección de WB Peat & Company.
- James Marwick creó Marwick, Mitchell & Company en Nueva York y abrió oficinas en toda EE. UU. En 1911, Marwick y Mitchell se unió a Sir William Barclay Peat dando origen a Marwick, Mitchell, Peat & Company, aunque se separaron ocho años después. Marwick se retiró en 1917 y cedió las riendas a Mitchell como socio director, puesto en el que permaneció hasta 1925. Ese mismo año, Mitchell y Peat se volvieron a unir y cambiaron el nombre de la firma a Peat, Marwick & Mitchell.
- Reinhard Goerdeler, hijo de Carl Goerdeler, alcalde de Leipzig, Alemania, de 1930 a 1937 y dirigente de un grupo de resistencia clandestino que conspiró para asesinar a Adolf Hitler y organizar un nuevo gobierno con Goerdeler como canciller. En los años 70, Goerdeler comenzó a trabajar para formar una firma internacional para atender mejor a los clientes de Europa. Dirigió durante muchos años Deutsche-Treuhand-Gesellschaft y posteriormente fue presidente de KMG. Fue él quien definió en gran medida las bases de donde surgió la fusión de KMG. La operación se firmó en julio de 1979, y así nació Klynveld Main Goerdeler (KMG). A Reinhard Goerdeler también se le reconoce el haber establecido muchas de las bases para la fusión de KMG y Peat Marwick Internacional en 1987, considerada como la primera “megafusión” de su tipo.

## Reconocimientos
- En 2012 KPMG aparece en el ranking de la consultora sueca Universum como la segunda mejor firma para trabajar en el mundo.
- KPMG lidera durante ocho años consecutivos, el ranking de asesores financieros por número de transacciones en 2012, con 46 operaciones anunciadas
- 4.º despacho con más abogados incluidos en el directorio internacional best lawyers en 2012- 2013
- El equipo de Forensic fue galardonado en 2011 con el premio a la mejor firma de asesoramiento en Prevención de Blanqueo de Capitales – AntiMoney Laundering -, de la revista Operational Risk & Compliance.
- Premio a la “Mejor firma en Asesoramiento Contable” al equipo de Transaction Services en la edición 2011 de los European M&A Awards 2011, que otorgan conjuntamente Financial Times y Mergermarket.